# 百夜通い
百夜通い（ももよがよい）とは、世阿弥などの能作者たちが創作した小野小町の伝説。

## 概要
小野小町に熱心に求愛する深草少将。小町は彼の愛を鬱陶しく思っていたため、自分の事をあきらめさせようと「私のもとへ百夜通ったなら、あなたの意のままになろう」と彼に告げる。それを真に受けた少将はそれから小町の邸宅へ毎晩通うが、思いを遂げられないまま最後の雪の夜に息絶えた。
中世以降、百夜通いは小野小町の恋愛遍歴を象徴するエピソードとして民間にまで広く流布した。ただしそれは「衰老落魄説話」という後日談とともにである。能作者たちは老いて乞食（こつじき。被差別民・非人の呼称の一つ）となった小野小町を描く事で、彼女を伝説的な美女から、人生の栄枯盛衰を経た一人の女性に変えた。